# Tuileries metróállomás
A Tuileries egy metróállomás Franciaországban, Párizsban a párizsi metró 1-es vonalán. Tulajdonosa és üzemeltetője a RATP. Az állomás az 1-es tarifazónában található.

## Nevezetességek a közelben
- Les Tuileries
- Louvre
- Place Vendôme
- Arc de Triomphe du Carrousel

## Metróvonalak
Az állomást az alábbi metróvonalak érintik:
- 1-es metróvonal

## Kapcsolódó állomások
A metróállomáshoz az alábbi állomások vannak a legközelebb:
- Concorde (La Défense, 1-es metróvonal)
- Palais Royal-Musée du Louvre (Château de Vincennes, 1-es metróvonal)